# Communauté de communes du Pays Haut Val d'Alzette
La communauté de communes du Pays Haut Val d'Alzette (CCPHVA) est une communauté de communes française située à cheval sur les départements de la Moselle et de Meurthe-et-Moselle, en région Grand Est.

## Historique
La communauté de communes du Pays Haut Val d'Alzette est créée le 1er janvier 2005, par arrêté préfectoral du 17 décembre 2004.
En 2013, elle co-fonde le GECT Alzette Belval.

## Territoire communautaire

### Composition
La communauté de communes est composée des 8 communes suivantes :

| Nom                    | Code Insee | Gentilé       | Superficie (km2) | Population (dernière pop. légale) | Densité (hab./km2) |
| ---------------------- | ---------- | ------------- | ---------------- | --------------------------------- | ------------------ |
| Audun-le-Tiche (siège) | 57038      |               | 15,43            | 7 268 (2022)                      | 471                |
| Aumetz                 | 57041      |               | 10,35            | 2 401 (2022)                      | 232                |
| Boulange               | 57096      | Boulangeois   | 12,78            | 2 431 (2022)                      | 190                |
| Ottange                | 57529      | Ottangeois    | 15,48            | 3 012 (2022)                      | 195                |
| Rédange                | 57565      |               | 5,5              | 1 004 (2022)                      | 183                |
| Russange               | 57603      | Russangeois   | 3,46             | 1 257 (2022)                      | 363                |
| Thil                   | 54521      | Thillois      | 3,32             | 2 006 (2022)                      | 604                |
| Villerupt              | 54580      | Villeruptiens | 6,56             | 10 086 (2022)                     | 1 538              |

### Démographie
| 1968   | 1975   | 1982   | 1990   | 1999   | 2009   | 2014   | 2020   | 2022   |
| ------ | ------ | ------ | ------ | ------ | ------ | ------ | ------ | ------ |
| 35 333 | 31 722 | 28 276 | 26 101 | 25 497 | 26 478 | 27 703 | 29 402 | 29 465 |

## Administration

### Siège
Le siège de la communauté de communes est situé à Audun-le-Tiche.

### Les élus
Le conseil communautaire de la communauté de communes se compose de 32 conseillers, élus pour une durée de six ans.
Ils sont répartis comme suit :
| Nombre de conseillers | Communes                  |
| --------------------- | ------------------------- |
| 10                    | Villerupt                 |
| 7                     | Audun-le-Tiche            |
| 3                     | Aumetz, Boulange, Ottange |
| 2                     | Rédange, Russange, Thil   |

### Présidence
| Période                                  | Période  | Identité        | Étiquette | Qualité                       |
| ---------------------------------------- | -------- | --------------- | --------- | ----------------------------- |
| Les données manquantes sont à compléter. |          |                 |           |                               |
|                                          | 2020     | André Parthenay | PS        | Adjoint à Audun-le-Tiche      |
| 2020                                     | En cours | Patrick Risser  | SE        | Conseiller municipal d'Aumetz |

### Régime fiscal et budget
Le régime fiscal de la communauté de communes est la fiscalité professionnelle unique (FPU).